# Massicus venustus
Massicus venustus är en skalbaggsart som först beskrevs av Francis Polkinghorne Pascoe 1859.  Massicus venustus ingår i släktet Massicus och familjen långhorningar.
Artens utbredningsområde är Sri Lanka. Inga underarter finns listade i Catalogue of Life.